# Красноухий ара
Красноухий ара (лат. Ara rubrogenys) — птица семейства попугаевых.

## Внешний вид
Длина тела 58—60 см.

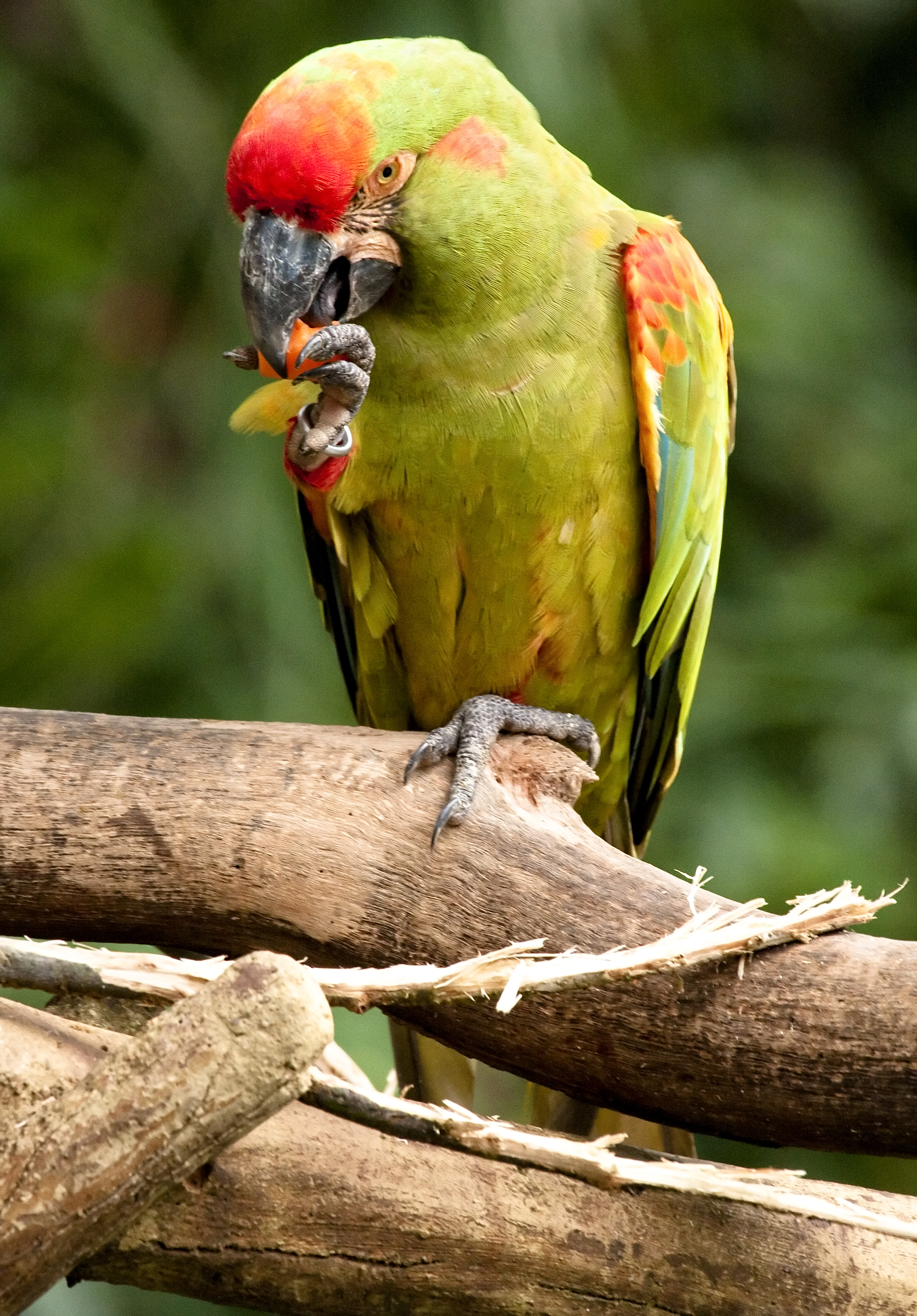
Красноухий ара в парке птиц Сингапура

Окраска оперения лимонно-оливково-зелёная. Голая зона головы небольшая, пересечённая маленькими чёрными перьями, растущими в ряд. Лоб, передняя часть головы, ушки и «штанишки» красные. Малые кроющие крыла, кромка и изгиб крыла — красно-оранжевые. Внешняя сторона маховых и их кроющие — голубые. Хвостовые перья с голубыми кончиками. Лапы серые. Клюв чёрный. Радужка светло-жёлтая. У некоторых особей на животике проявляются красные перья. У молодых особей тёмная радужка, меньшая насыщенность цветов, красные только ушки и лоб.

## Распространение
Ареал очень мал. Обитает в небольшом горном районе центральной Боливии. 

## Образ жизни
Населяет полуаридные долины цепей гор Кордильера-Реаль, с ксерофитом, терновниками, боярышником, кактусами, с редкими деревьями, окультуренные земли до высоты 1300—3000 м над уровнем моря.
В основном питается семенами и фруктами. В рацион также входят зерновые культуры, также арахис и кукуруза (поэтому в Боливии эту птицу считают местным вредителем). 

## Размножение
Гнездятся в мае. Гнездо в расщелинах скал. В кладке 2—3 яйца. Насиживание длится 27 дней.

## Угрозы и охрана
Редок, популяция к концу XX века насчитывала менее 3000 особей. Главная причина — потеря естественной среды обитания (окультуривание земли, сруб деревьев), отлов для продажи и отстрел, когда птицы посещают плантации кукурузы и арахиса. Защищен законодательством Боливии (на вывоз и продажу), Законом Международного Рынка.